# ماركيز جيمس
ماركيز جيمس (بالإنجليزية: Marquis James)‏ هو مؤرخ أمريكي، ولد في 29 أغسطس 1891، وتوفي في 19 نوفمبر 1955.